# أوروارا
أوروارا بلدية في ولاية بارا في المنطقة الشمالية من البرازيل.